# Calverley
Calverley – wieś w Anglii, w West Yorkshire, w dystrykcie metropolitalnym Leeds. Calverley jest wspomniana w Domesday Book (1086) jako Caverlei(a).